# Zhongu
Le zhongu est une langue tibéto-birmane parlée dans la province de Sichuan en Chine.

## Localisation géographique
Le choni est parlé dans le xian de Songpan, rattaché à la préfecture autonome tibétaine et qiang d'Aba. D'autres locuteurs résident possiblement dans le xian de Heishui.

## Classification interne
Sun (2003) considère que le zhongu est un dialecte aberrant du tibétain. Pour Hammarström, Forkel, Haspelmath et Bank, le zhongu forme avec le choni et le baima une des langues tibétiques orientales, un sous-groupe des langues tibétiques, rattaché au groupe bodique à l'intérieur du tibéto-birman.

## Sources
- Sun T. S. Jackson, 2003, Phonological Profile of Zhongu: A New Tibetan Dialect of Northern Sichuan, Language and Linguistics 4:4, p. 769-836.